# Jean Dominique Favereau
Pour les articles homonymes, voir Favereau.
Jean Dominique Favereau, né le 27 juin 1755 à Blaye (Gironde), mort le 27 décembre 1832 à Versailles (Yvelines), est un général français de la révolution et de l’Empire.

## États de service
Il entre en service en 1789, dans la garde nationale. Il est élu lieutenant-colonel en chef du 2e bataillon de volontaire d'Ambès, le 25 septembre 1791.
Il est promu général de brigade du génie le 30 juillet 1793, à l’armée des Ardennes, et général de division le 20 septembre 1793, à l’armée du Nord.
Le 27 octobre 1793, il est commandant de la 16e division militaire. Le 19 avril 1794, il est à Maubeuge, et le 2 juillet 1794, il rejoint l’armée de Sambre-et-Meuse à sa formation. 
Le 7 septembre 1794, il est commandant de Bruxelles, et le 17 mars 1795, il commande la place d’Aachen. Le 19 juillet 1795, il prend le commandement de la 3e division de l’armée de l'Intérieur, et le 12 février 1796, il commande la 1re division. Il est réformé le 22 septembre 1796.
Le 4 juin 1800, il devient membre du conseil d’administration de l’hôpital militaire de Nice, et il obtient sa retraite de général de division le 6 juin 1811.
De 1800 à 1813, il est inspecteur général des hôpitaux en Italie et en Espagne, et le 1er décembre 1813, il est inspecteur général des hôpitaux de Parme et du département du Taro, il est licencié le 30 mai 1814.
Il est fait chevalier de la Légion d’honneur le 9 novembre 1814, par le roi Louis XVIII.

## Sources
- (en) « Generals Who Served in the French Army during the Period 1789 - 1814: Eberle to Exelmans »
- Thierry Pouliquen, « Les généraux français et étrangers ayant servis [sic] dans la Grande Armée » (consulté le 24 octobre 2013)
- « Cote LH/945/55 », base Léonore, ministère français de la Culture